# 이너트키르헨 MIB역
이너트키르헨MIB역(독일어: Bahnhof Innertkirchen MIB)은 스위스 베른주에 있는 이너트키르헨 지자체에 있는 기차역이다. 1,000mm의 동쪽 끝이다. 이너트키르헨철도(MIB)의 마이링겐-이너트키르헨노선 상에 위치해 있다.

## 운행편
2020년 12월 시간표 변경에 따라 이너트키르헨MIB에서 다음 서비스가 정차한다.
- 레기오: 마이링겐까지 30분 간격 운행.